# 大日本地誌大系
大日本地誌大系（だいにほんちしたいけい）は、江戸時代の地誌を集大成した叢書である。
大日本地誌体系刊行会の発行で1914-1917年（大正3年-6年）に14巻刊行され、中断。雄山閣版は「新編武蔵国風土記稿」などを加え、1929-1933年（昭和4年-8年）に40巻を刊行。（詳細は各内容参照）

雄山閣版は第2次世界大戦後に再刊され、『甲斐国志』（別巻5巻、1968-1982年）、『豊前志』などが追加されている。

## 内容
刊行会版
1. 御府内備考 巻23まで
2. 山州名跡志
3. 近江国輿地志略 上
4. 伊勢参宮名所図会 上
5. 新編鎌倉志、鎌倉攬勝考
6. 近江国輿地志略 下
7. 斐太後風土記 上
8. 三国地誌 上
9. 摂陽群談
10. 斐太後風土記 下
11. 伊勢参宮名所図会 下
12. 諸国叢書木曽之1:木曽路名所図会巻1-3
13. 諸国叢書北陸之1:若狭郡県志、越前名勝志、加能越山川記、金陵地名考、能登名跡志、越中旧事記
14. 諸国叢書木曽之2:木曽路名所図会巻4-6、木曽考、木曽古道記

雄山閣旧版
1. 御府内備考 第1 巻24まで
2. 御府内備考 第2
3. 御府内備考 第3
4. 御府内備考 第4
5. 新編武蔵国風土記稿 第1
6. 新編武蔵国風土記稿 第2
7. 新編武蔵国風土記稿 第3
8. 新編武蔵国風土記稿 第4
9. 新編武蔵国風土記稿 第5
10. 新編武蔵国風土記稿 第6
11. 新編武蔵国風土記稿 第7
12. 新編武蔵国風土記稿 第8
13. 新編武蔵国風土記稿 第9
14. 新編武蔵国風土記稿 第10
15. 新編武蔵国風土記稿 第11
16. 山州名跡志 第1
17. 山州名跡志 第2
18. 五畿内志、泉州志
19. 新編鎌倉志、鎌倉攬勝考
20. 三国地誌 上
21. 三国地誌 下
22. 近江国輿地志略 上
23. 斐太後風土記 上
24. 斐太後風土記 下
25. 摂陽群談
26. 近江国輿地志略 下
27. 雲陽誌
28. 三州地理志稿
29. 御内府備考 第5 巻140まで
30. 新編会津風土記 第1
31. 新編会津風土記 第2
32. 新編会津風土記 第3
33. 新編会津風土記 第4
34. 新編会津風土記 第5
35. 新編武蔵国風土記稿 第12
36. 新編相模国風土記稿 第1
37. 新編相模国風土記稿 第2
38. 新編相模国風土記稿 第3
39. 新編相模国風土記稿 第4
40. 新編相模国風土記稿 第5